# Asia Rugby
O Asia Rugby, anteriormente denominada como União de Futebol e Rugby Asiática (em inglês: Asian Rugby Football Union - ARFU), é o órgão que rege o rugby na Ásia sob a autoridade do World Rugby. Fundada em 1968 por oito uniões nacionais, a Asia Rugby tem hoje 31 uniões membros em países deste continente, que vão do Líbano a Guam.
O objetivo do Asia Rugby é: "elevar os padrões físicos e morais da Ásia pela educação na busca saudável do Futebol-Rugby e promover a amizade entre os países asiáticos".

## Entidade

### Torneios
A Asia Rugby apoia torneios regionais e pan-asiáticos para competições masculinas, femininas e sub-19 em rúgbi de quinze e sete, incluindo:
- Campeonato de Rugby da Ásia;
- Campeonato Asiático de Rugby Feminino;
- Série Asiática de Sevens;
- Campeonato Asiático de Sevens Feminino;
- Campeonato de Rugby sub-19 da Ásia.

### Membros
Após a expulsão do Camboja em maio de 2016, a Asia Rugby passou a contar com trinta e um países afiliados. Nem todos as uniões em citação são membros do World Rugby. Os membros do Asia Rugby estão listados abaixo, estando entre parênteses o ano no qual cada união se juntou ao World Rugby. Os associados do World Rugby são mostrados em itálico.

#### Primeiro bloco
No total, dezessete uniões são membros da Asia Rugby e do World Rugby, enquanto outros cinco são apenas associados à maior entidade internacional deste esporte.
- Brunei (2013*)
- Camboja (2004*)†
- Cazaquistão (1997)
- China (1997)
- Coreia do Sul (1988)
- Emirados Árabes Unidos (2012)
- Filipinas (2008)
- Guam (1998)
- Hongueconque (1988)
- Indonésia (2013)
- Irão (2010*)
- Índia (1999)
- Japão (1987)
- Laos (2004*)
- Malásia (1988)
- Mongólia (2004*)
- Paquistão (2008)
- Quirguistão (2004*)
- Singapura (1989)
- Sri Lanka (1988)
- Tailândia (1989)
- Taipé Chinesa (1998)
- Uzbequistão (2014)

#### Segundo bloco
As uniões abaixo listadas não são afiliadas ao World Rugby.
- Afeganistão
- Arábia Saudita
- Bangladesh
- Catar
- Jordânia
- Líbano
- Macau
- Nepal
- Síria
- Vietname‡

Notas:
 * Data de associação junto à World Rugby.
 ↑†  O Camboja foi expulso em 2016, por não cumprir com os critérios de adesão.
 ↑‡  O Vietnam não é, atualmente, membro da Asia Rugby.

## Oficiais
O corpo deliberativo da Asia Rugby (e membros do Comitê Executivo) é composto, atualmente, pelos seguintes integrantes:
- Presidente: Agha Hussain (Índia).
- Vice-Presidentes: Yuichi Ueno (Japão) e Fawzi Khawaja (Paquistão).
- Tesoureiro: Mike Haynes (Hong Kong).
- Representante na World Rugby: Trevor Gregory (Hong Kong).
- Comitê Executivo e representante na World Rugby: Ada Milby (Filipinas).
- Comitê Executivo: Natapol Hemyoo (Tailândia), Makoto Nishiki (Japão), Asanga Seneviratne (Sri Lanka), Vela Tan (Malásia) e Yoon Sungsoo (Coreia do Sul).
- Presidente honorário: Koji Tokumasu (Japão).